# Världsmästerskapen i skidflygning 1977
Världsmästerskapen i skidflygning 1977 hoppades i Vikersund, Norge. Schweiz Walter Steiner blev först att vinna tävlingen två gånger.

## Individuellt
- 18-20 februari 1977

| Medalj | Hoppare                   | Poäng |
| Guld   | Walter Steiner (Schweiz)  | 564.5 |
| Silver | Anton Innauer (Österrike) | 547.0 |
| Brons  | Henry Glass (Östtyskland) | 541.5 |

## Medaljligan
| Rank | Nation      | Guld | Silver | Brons | Totalt |
| ---- | ----------- | ---- | ------ | ----- | ------ |
| 1    | Schweiz     | 1    | 0      | 0     | 1      |
| 2    | Österrike   | 0    | 1      | 0     | 1      |
| 3    | Östtyskland | 0    | 0      | 1     | 1      |